# کانگوروی درختی دوریا
کانگوروی درختی دوریا (نام علمی: Dendrolagus dorianus) کیسه‌داری از تیره درازپایان، سردهٔ کانگوروهای درختی است که در گینه نو یافت می‌شود. در سیاهه قرمز IUCN، این جانور در وضعیت آسیب‌پذیر طبقه‌بندی شده است.